# Vittore Gottardi
Vittore "Vito" Gottardi (Caslano, 24 de setembro de 1941 - 18 de dezembro de 2015) foi um futebolista suíço que atuava como meia.

## Carreira
Vittore Gottardi fez parte do elenco da Seleção Suíça na Copa do Mundo de 1966.

## Títulos
- Copa da Suíça: 1964 e 1968